# Henri de Wendel (1913-1982)
Pour les autres membres de la famille, voir Famille de Wendel.
Henri de Wendel, deuxième du nom, né à Saint-Rémy-lès-Chevreuse le 9 septembre 1913 et mort à Paris le 4 mai 1982, fut un maître de forges français.

## Biographie
Il est diplômé de l'École centrale Paris en 1936.
Gérant (1949-1972) de la société les Petits-Fils de François de Wendel et compagnie devenue en 1972 la compagnie lorraine industrielle et financière dont il est président du directoire (1972-1977).

## Famille
Fils de François de Wendel (1874-1949) et petit-fils de l'amiral Edgar Humann, il épouse le 11 décembre 1947 Galliane Haudry de Soucy (1924-1993) et a trois enfants :
- François (troisième du nom) en 1949
- Florence en 1952 (épouse de Renaud Abord de Châtillon)
- Humbert (second du nom) en 1956

et un beau-fils (Charles-Henri de Choiseul Praslin du premier mariage de son épouse avec le comte Charles de Choiseul Praslin, mort pour la France)

## Sources
- Alain Chatriot, Danièle Fraboulet, Patrick Fridenson, Hervé Joly, Dictionnaire historique des patrons français, Flammarion
- Hervé Joly, Diriger une grande entreprise au XXe siècle : L’élite industrielle française, Presses universitaires François-Rabelais, 2018